# Europees kampioenschap voetbal onder 18 - 1974
Het Europees kampioenschap voetbal onder 18 van 1974 (officieel UEFA Jeugdtoernooi 1974) was de 27e editie van het, door de UEFA georganiseerde, voetbaltoernooi van spelers onder de 18 jaar. 
Het toernooi werd tussen 22 en 31 mei 1974 gespeeld in Zweden. Er deden 16 teams mee. Voorafgaand aan het toernooi werd een kwalificatie afgewerkt. Bulgarije werd voor de derde keer winnaar. De finale in Malmö werd met 1–0 gewonnen van Joegoslavië. Schotland werd derde.

## Kwalificatie
Zweden was als gastland automatisch gekwalificeerd. Finland, Luxemburg en Turkije kregen een bye.
| Pos. | Land       | DV | DV | Ptn. |
| ---- | ---------- | -- | -- | ---- |
| 1    | Bulgarije  | 4  | 1  | 4    |
| 2    | Oostenrijk | 1  | 4  | 0    |

| Pos. | Land           | DV | DV | Ptn. |
| ---- | -------------- | -- | -- | ---- |
| 1    | Roemenië       | 2  | 1  | 2    |
| 2    | West-Duitsland | 1  | 2  | 2    |

| Pos. | Land        | DV | DV | Ptn. |
| ---- | ----------- | -- | -- | ---- |
| 1    | Griekenland | 11 | 1  | 4    |
| 2    | Malta       | 1  | 11 | 0    |

| Pos. | Land      | DV | DV | Ptn. |
| ---- | --------- | -- | -- | ---- |
| 1    | Schotland | 2  | 2  | 2    |
| 2    | België    | 2  | 2  | 2    |

| Pos. | Land    | DV | DV | Ptn. |
| ---- | ------- | -- | -- | ---- |
| 1    | IJsland | 6  | 6  | 4    |
| 2    | Ierland | 6  | 6  | 4    |

| Pos. | Land       | DV | DV | Ptn. |
| ---- | ---------- | -- | -- | ---- |
| 1    | Denemarken | 4  | 0  | 4    |
| 2    | Noorwegen  | 0  | 4  | 0    |

| Pos. | Land        | DV | DV | Ptn. |
| ---- | ----------- | -- | -- | ---- |
| 1    | Portugal    | 6  | 1  | 4    |
| 2    | Zwitserland | 1  | 6  | 0    |

| Pos. | Land        | DV | DV | Ptn. |
| ---- | ----------- | -- | -- | ---- |
| 1    | Joegoslavië | 4  | 0  | 4    |
| 2    | Hongarije   | 0  | 4  | 0    |

| Pos. | Land                           | DV | DV | Ptn. |
| ---- | ------------------------------ | -- | -- | ---- |
| 1    | Duitse Democratische Republiek | 1  | 1  | 2    |
| 2    | Frankrijk                      | 1  | 1  | 2    |

| Pos. | Land   | DV | DV | Ptn. |
| ---- | ------ | -- | -- | ---- |
| 1    | Spanje | 2  | 1  | 3    |
| 2    | Italië | 1  | 2  | 1    |

| Pos. | Land      | DV | DV | Ptn. |
| ---- | --------- | -- | -- | ---- |
| 1    | Wales     | 4  | 1  | 5    |
| 2    | Engeland  | 3  | 2  | 5    |
| 3    | Nederland | 1  | 5  | 2    |

| Pos. | Land        | DV | DV | Ptn. |
| ---- | ----------- | -- | -- | ---- |
| 1    | Polen       | 4  | 2  | 5    |
| 2    | Tsjechië    | 3  | 3  | 4    |
| 3    | Sovjet-Unie | 1  | 3  | 3    |

## Groepsfase

### Groep A
| Pos. | Land      | GW | W | G | V | DV | DT | +/− | Ptn. |
| ---- | --------- | -- | - | - | - | -- | -- | --- | ---- |
| 1    | Schotland | 3  | 2 | 1 | 0 | 10 | 3  | +7  | 5    |
| 2    | Roemenië  | 3  | 2 | 0 | 1 | 3  | 3  | 0   | 4    |
| 3    | Finland   | 3  | 1 | 0 | 2 | 1  | 7  | –6  | 2    |
| 4    | IJsland   | 3  | 0 | 1 | 2 | 1  | 3  | –2  | 1    |

|             |           |     |         |           |
| 22 mei 1974 | Schotland | 1–1 | IJsland | Karlshamn |
| 22 mei 1974 |           |     |         | Karlshamn |

|             |          |     |         |         |
| 22 mei 1974 | Roemenië | 1–0 | Finland | Ronneby |
| 22 mei 1974 |          |     |         | Ronneby |

|             |           |     |         |          |
| 24 mei 1974 | Schotland | 6–0 | Finland | Bromölla |
| 24 mei 1974 |           |     |         | Bromölla |

|             |          |     |         |         |
| 24 mei 1974 | Roemenië | 1–0 | IJsland | Ronneby |
| 24 mei 1974 |          |     |         | Ronneby |

|             |         |     |         |            |
| 26 mei 1974 | Finland | 1–0 | IJsland | Sölvesborg |
| 26 mei 1974 |         |     |         | Sölvesborg |

|             |           |     |          |           |
| 26 mei 1974 | Schotland | 3–2 | Roemenië | Karlshamn |
| 26 mei 1974 |           |     |          | Karlshamn |

### Groep B
| Pos. | Land                           | GW | W | G | V | DV | DT | +/− | Ptn. |
| ---- | ------------------------------ | -- | - | - | - | -- | -- | --- | ---- |
| 1    | Joegoslavië                    | 3  | 2 | 1 | 0 | 3  | 1  | +2  | 5    |
| 2    | Duitse Democratische Republiek | 3  | 2 | 0 | 1 | 3  | 1  | +2  | 4    |
| 3    | Polen                          | 3  | 1 | 0 | 2 | 3  | 4  | –1  | 2    |
| 4    | Turkije                        | 3  | 0 | 1 | 2 | 1  | 4  | –3  | 1    |

|             |         |     |             |        |
| 22 mei 1974 | Turkije | 0–0 | Joegoslavië | Skurup |
| 22 mei 1974 |         |     |             | Skurup |

|             |                                |     |       |       |
| 22 mei 1974 | Duitse Democratische Republiek | 1–0 | Polen | Ystad |
| 22 mei 1974 |                                |     |       | Ystad |

|             |             |     |                                |       |
| 24 mei 1974 | Joegoslavië | 1–0 | Duitse Democratische Republiek | Sjöbo |
| 24 mei 1974 |             |     |                                | Sjöbo |

|             |       |     |         |            |
| 24 mei 1974 | Polen | 2–1 | Turkije | Simrishamn |
| 24 mei 1974 |       |     |         | Simrishamn |

|             |                                |     |         |       |
| 26 mei 1974 | Duitse Democratische Republiek | 2–0 | Turkije | Ystad |
| 26 mei 1974 |                                |     |         | Ystad |

|             |                                |     |       |            |
| 26 mei 1974 | Duitse Democratische Republiek | 2–0 | Polen | Simrishamn |
| 26 mei 1974 |                                |     |       | Simrishamn |

### Groep C
| Pos. | Land       | GW | W | G | V | DV | DT | +/− | Ptn. |
| ---- | ---------- | -- | - | - | - | -- | -- | --- | ---- |
| 1    | Bulgarije  | 3  | 2 | 1 | 0 | 5  | 3  | +2  | 5    |
| 2    | Denemarken | 3  | 2 | 0 | 1 | 9  | 4  | +5  | 4    |
| 3    | Wales      | 3  | 1 | 1 | 1 | 6  | 3  | +3  | 3    |
| 4    | Luxemburg  | 3  | 0 | 0 | 3 | 1  | 11 | –10 | 0    |

|             |            |     |       |       |
| 22 mei 1974 | Denemarken | 3–1 | Wales | Lomma |
| 22 mei 1974 |            |     |       | Lomma |

|             |           |     |           |      |
| 22 mei 1974 | Bulgarije | 2–1 | Luxemburg | Lund |
| 22 mei 1974 |           |     |           | Lund |

|             |           |     |            |            |
| 24 mei 1974 | Bulgarije | 3–2 | Denemarken | Trelleborg |
| 24 mei 1974 |           |     |            | Trelleborg |

|             |       |     |           |       |
| 24 mei 1974 | Wales | 5–0 | Luxemburg | Eslöv |
| 24 mei 1974 |       |     |           | Eslöv |

|             |            |     |           |       |
| 26 mei 1974 | Denemarken | 4–0 | Luxemburg | Lomma |
| 26 mei 1974 |            |     |           | Lomma |

|             |       |     |           |            |
| 26 mei 1974 | Wales | 0–0 | Bulgarije | Trelleborg |
| 26 mei 1974 |       |     |           | Trelleborg |

### Groep D
| Pos. | Land        | GW | W | G | V | DV | DT | +/− | Ptn. |
| ---- | ----------- | -- | - | - | - | -- | -- | --- | ---- |
| 1    | Griekenland | 3  | 2 | 1 | 0 | 4  | 2  | +2  | 5    |
| 2    | Zweden      | 3  | 1 | 1 | 1 | 4  | 4  | 0   | 3    |
| 3    | Spanje      | 3  | 1 | 1 | 1 | 2  | 2  | 0   | 3    |
| 4    | Portugal    | 3  | 0 | 1 | 2 | 0  | 2  | –2  | 1    |

|             |             |     |        |            |
| 22 mei 1974 | Griekenland | 1–0 | Spanje | Landskrona |
| 22 mei 1974 |             |     |        | Landskrona |

|             |        |     |          |             |
| 22 mei 1974 | Zweden | 1–0 | Portugal | Helsingborg |
| 22 mei 1974 |        |     |          | Helsingborg |

|             |             |     |          |        |
| 24 mei 1974 | Griekenland | 0–0 | Portugal | Åstorp |
| 24 mei 1974 |             |     |          | Åstorp |

|             |        |     |        |          |
| 24 mei 1974 | Spanje | 1–1 | Zweden | Perstorp |
| 24 mei 1974 |        |     |        | Perstorp |

|             |        |     |          |        |
| 26 mei 1974 | Spanje | 1–0 | Portugal | Åstorp |
| 26 mei 1974 |        |     |          | Åstorp |

|             |             |     |        |             |
| 26 mei 1974 | Griekenland | 3–2 | Zweden | Helsingborg |
| 26 mei 1974 |             |     |        | Helsingborg |

## Knock-outfase
|  | Halve finale         | Halve finale        |   |               | Finale         | Finale |
|  |                      |                     |   |               |                |        |
|  | 29 mei – Helsingborg |                     |   |               |                |        |
|  | Bulgarije            | 1                   |   |               |                |        |
|  | Schotland            | 0                   |   |               |                |        |
|  |                      |                     |   |               |                |        |
|  |                      |                     |   |               | 31 mei – Malmö |        |
|  |                      |                     |   |               | Bulgarije      | 1      |
|  |                      | Joegoslavië         | 0 |               |                |        |
|  |                      |                     |   |               |                |        |
|  |                      |                     |   |               | Derde plaats   |        |
|  | 29 mei – Landskrona  | 29 mei – Landskrona |   | 31 mei – Lund | 31 mei – Lund  |        |
|  | Joegoslavië          | 1                   |   | Schotland     | 1              |        |
|  | Griekenland          | 0                   |   |               | Griekenland    | 0      |

### Finale
|             |           |     |             |               |
| 31 mei 1974 | Bulgarije | 1–0 | Joegoslavië | Malmö, Zweden |
| 31 mei 1974 |           |     |             | Malmö, Zweden |